# 金暁宇
金 暁宇（きん ぎょうう、1972年 - ）は、中華人民共和国の翻訳家。

## 経歴
1972年、天津市で生まれる。浙江大学を卒業。

## 家族
- 父：金性勇
- 母：曹美藻
- 兄：金暁天

## 著作
- ボリア・サックス（英語版） (2019-04-01). 『烏鴉』. 江蘇省南京市: 南京大学出版社. ISBN 9787305212758
- ジョン・バンヴィル (2013-11-01). 『誘惑者』. 江蘇省南京市: 南京大学出版社. ISBN 9787305121982
- アンドレア・バレット（英語版） (2012-06-01). 『船熱』. 江蘇省南京市: 南京大学出版社. ISBN 9787305096372
- ロバート・バード (2018-06-01). 『安徳烈・塔可夫斯基：電影的元素』. 江蘇省南京市: 南京大学出版社. ISBN 9787305200038
- アンディ・ウォーホル (2019-07-01). 『アンディ・ウォーホル日記』. 河南省鄭州市: 河南大学出版社. ISBN 9787564931537
- グリール・マーカス (2016-11-01). 『十首歌裏的搖滾史』. 河南省鄭州市: 河南大学出版社. ISBN 9787564922870
- アン・パッチー（英語版） (2015-11-01). 『劇院裏最好的座位』. 河南省鄭州市: 河南大学出版社. ISBN 9787564920111
- ジョン・バンヴィル (2019-11-20). 『時光碎片』. 江蘇省南京市: 南京大学出版社. ISBN 9787305075223
- デイヴィッド・ロッジ (2015-05-01). 『写作人生』. 河南省鄭州市: 河南大学出版社. ISBN 9787564917883
- ダン・チャナス（英語版） (2015-06-01). 『嘻哈這門生意』. 河南省鄭州市: 河南大学出版社. ISBN 9787564917845
- 松田寿男 (2018-10-01). 『絲綢之路紀行』. 河南省鄭州市: 河南大学出版社. ISBN 9787564930233
- 多和田葉子 (2019-01-01). 『飛魂』（飛魂）. 河南省鄭州市: 河南大学出版社. ISBN 9787564932060
- 多和田葉子 (2018-03-01). 『狗女婿上門』（犬婿入り）. 河南省鄭州市: 河南大学出版社. ISBN 9787564930523
- 多和田葉子 (2018-07-01). 『和語言漫歩的日記』（言葉と歩く日記）. 河南省鄭州市: 河南大学出版社. ISBN 9787564931520